# Linia kolejowa nr 976
Linia kolejowa nr 976 – jednotorowa, zelektryfikowana linia kolejowa znaczenia miejscowego, łącząca stację Boguszów-Gorce Zachód z bocznicą szlakową Czarny Bór KSSD.